# .fr
.fr — в Інтернеті, національний домен верхнього рівня (ccTLD) для Франції.
На третій квартал 2020 року на ньому зареєстровано 3.6 млн доменних імен. Входить у десятку найбільших національних доменів. 

## Домени 2-го та 3-го рівнів
У цьому національному домені нараховується близько 85,300,000 вебсторінок (станом на січень 2007 року).
Використовуються та приймають реєстрації доменів 3-го рівня такі доменні суфікси (відповідно, існують такі домени 2-го рівня):
| Суфікс  | Регламентовані користувачі            |
| .asn.fr | Асоціації та неприбуткові організації |
| .com.fr | Комерційні установи, корпорації       |